# Sturmgeschütz IV
Lo Sturmgeschütz IV, nome spesso abbreviato in StuG IV e il cui numero d'identificazione dell'Esercito tedesco era Sd.Kfz. 167, fu un cannone d'assalto e cacciacarri della seconda guerra mondiale. Nacque come soluzione d'emergenza al calo della produzione dello Sturmgeschütz III e fu il risultato dell'unione della casamatta corazzata di questi con scafo e telaio del carro armato medio Panzer IV; armato con un pezzo da 75 mm ad alta velocità iniziale, combatté nei ranghi delle divisioni di fanteria per contrastare i blindati degli eserciti avversari. Fu prodotto in oltre 1 000 esemplari dalla Krupp fino agli ultimi giorni della guerra.

## Storia

### Sviluppo

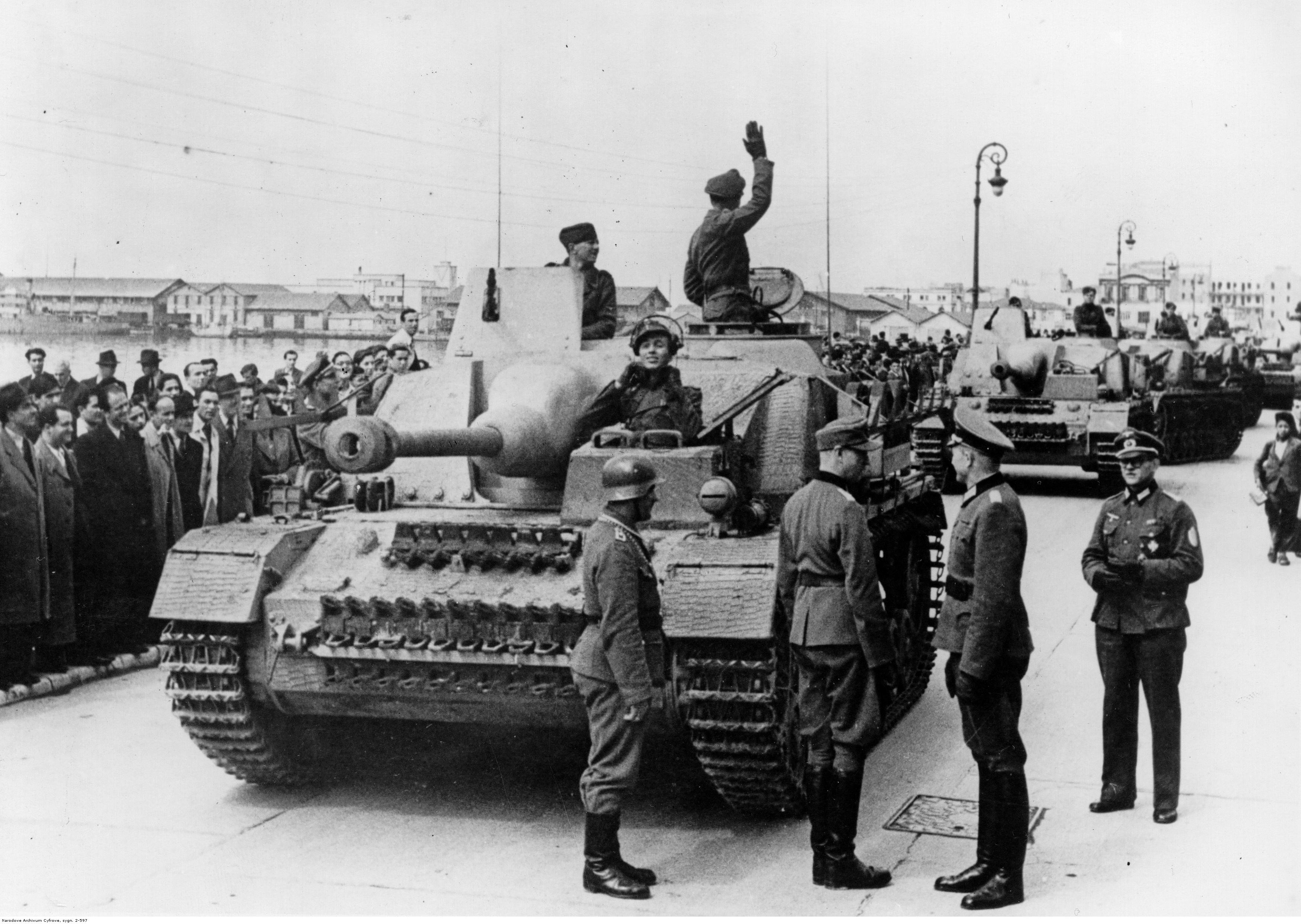
Colonna di Sturmgeschütz IV a Salonicco, nell'aprile 1944: il mezzo in testa consente di apprezzare la postazione del conducente e il massiccio armamento

Nel 1935 il colonnello Erich von Manstein propose la creazione di un'artiglieria d'assalto per appoggiare con azioni dirette la fanteria e, in specie, per neutralizzare fortificazioni campali; questa nuova branca avrebbe dovuto essere formata da veicoli completamente cingolati e corazzati. Nel 1936 fu prescelto lo scafo del carro armato medio Panzer III di recente progettazione: fu semplicemente prevista una bassa casamatta al posto della torretta e furono introdotte modifiche minori, portando così allo Sturmgeschütz III. Questo cannone d'assalto conobbe un impiego sempre più vasto e una diversificazione dei suoi compiti tattici, poiché si trovò sempre più spesso a operare come cacciacarri (soprattutto sul fronte orientale). Rinunciò dunque all'obice da 75 mm delle prime versioni per un cannone dello stesso calibro ma a lunga canna, in grado di perforare bersagli corazzati come i carri armati, variante che cominciò a essere prodotta in grande serie in particolare dalla Alkett (sussidiaria della Rheinmetall-Borsig). Nel febbraio 1943 la Daimler-Benz (ideatrice del Panzer III) propose alla Krupp di fondere al suo Panzer IV la sovrastruttura e l'armamento dello StuG III; infatti il Panzer III, non più competitivo, sarebbe stato progressivamente rimosso dal servizio e, per semplificare la logistica, l'industria tedesca si sarebbe concentrata sul Panzer IV. La dirigenza della Krupp, tuttavia, rifiutò: fu osservato che l'ibrido avrebbe avuto lo stesso peso del carro armato e solo una modesta diminuzione dell'altezza.
Nel novembre 1943 i bombardamenti strategici degli Alleati investirono anche Berlino e gli impianti della Alkett furono devastati, tanto che la produzione dello StuG III declinò bruscamente proprio quando le richieste impellenti di equipaggiamenti e ricambi si erano moltiplicate. Nella notte tra il 6 e il 7 dicembre si svolse un'importante riunione alla presenza di Adolf Hitler, il quale dette ordine di riattivare la proposta della Daimler e di metterla in pratica per riprendere la produzione al più presto. Un prototipo fu rapidamente assemblato, collaudato e accettato in servizio quello stesso mese, con la designazione ufficiale di Sturmgeschütz IV für 7.5cm Stu.Kan. 40 (L/48), abbreviata in StuG IV; tale designazione si era rivelata necessaria per non creare confusione con lo StuG IV mit 15 cm StuH 43, nome ufficiale del contemporaneo Sturmpanzer IV. Il numero d'identificazione prescelto dall'Esercito tedesco fu Sd.Kfz. 167. Una fonte afferma, inoltre, che lo StuG IV fu concepito come misura d'emergenza nell'attesa che il più promettente Jagdpanzer IV fosse messo a punto.

### Produzione
Gli stabilimenti Krupp-Grusonwerk di Magdeburgo ebbero l'incarico di fabbricare in serie il nuovo StuG IV. Senza contare il prototipo, al 31 dicembre 1943 furono consegnati i primi trenta esemplari, tutti ottenuti per trasformazione di Panzer IV o sulla catena di montaggio, o tornati dal fronte per essere riparati; nel corso del 1944 furono completate 1 006 unità, con la massima punta produttiva a febbraio (136 mezzi) e un minimo a dicembre (49 mezzi): fu comunque mantenuta una media mensile di circa 83 esemplari. La fabbricazione continuò tra crescenti difficoltà nel 1945 e totalizzò 102 StuG IV tra il 1º gennaio e il 31 marzo, più tre veicoli completati e consegnati in aprile. La produzione complessiva dello StuG IV assomma dunque a 1 141 esemplari.
I numeri di matricola dei telai erano suddivisi in due intervalli, dei quali il primo noto nella sua interezza (89324-89382), mentre del secondo si sa solo che inizia da 100001. Tutti gli StuG IV furono ottenuti da telai di Panzer IV Ausführung G ("versione G") oppure Ausführung H.

### Impiego operativo
Lo Sturmgeschütz IV fu distribuito ai reparti dell'artiglieria d'assalto: le Sturmgeschütz-Brigade e gli Sturmgeschütz-Abteilung, che si trovavano alle dipendenze sia delle Panzer-Division che delle normali divisioni di fanteria. Furono presto assegnati anche ai battaglioni anticarro, a riprova della trasformazione tattica vissuta dagli StuG in generale. Addirittura il semovente fu talvolta utilizzato per costituire il terzo battaglione dei reggimenti corazzati delle Panzer-Division, dato che aveva in comune molte componenti con il principale carro armato che le formava (il Panzer IV).

## Tecnica

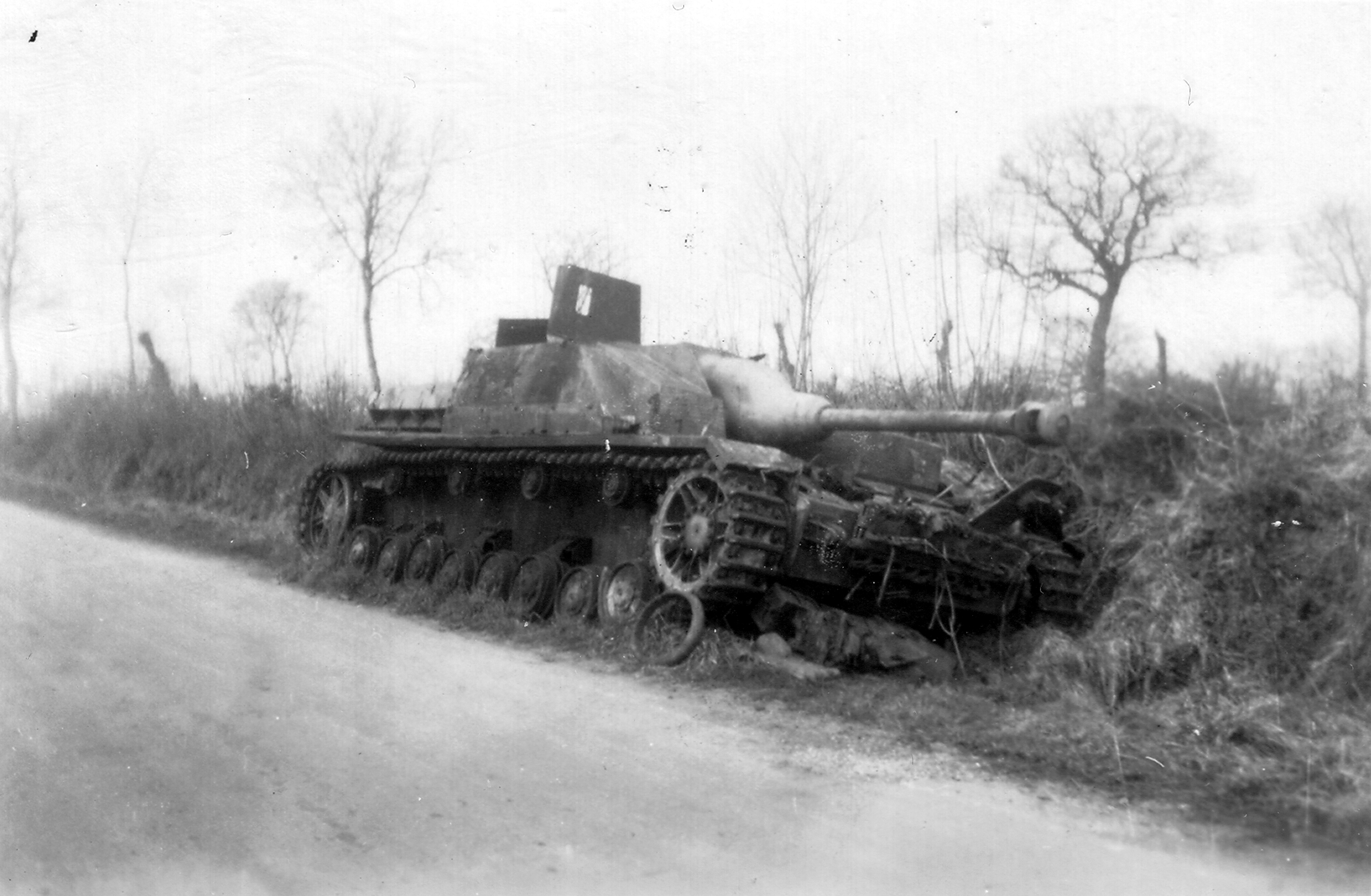
Relitto di uno StuG IV lungo una strada della Normandia; sul tetto si nota lo scudo per la MG 34

Lo Sturmgeschütz IV era lungo 6,70 metri, alto 2,20 metri e largo 2,95 metri; il peso in ordine di combattimento ammontava a 25,90 tonnellate, il che si traduceva in una pressione al suolo di 0,92 kg/cm². La composizione del semovente era relativamente semplice: sullo scafo di un Panzer IV era saldata la casamatta dello StuG III. Rispetto a quella originale, però, presentava una diversa conformazione della cabina di guida sulla sinistra, che era rettangolare, più estesa e senza la feritoia frontale.
La dotazione offensiva principale era la stessa dello StuG III, ovvero il cannone StuK 40 da 75 mm L/48; il pezzo era inserito al centro della casamatta frontale e, dal febbraio 1944, fu dotato del mantelletto sagomato Saukopf (80 mm). Lo StuK 40 sparava in genere la munizione Panzergranate 40 da 4,1 chili: con una velocità alla volata di 990 m/s e alla distanza di 100 metri, il proiettile era capace di penetrare una lastra d'acciaio omogeneo spessa 143 mm e inclinata a 30°. Se lo sparo avveniva a 500 metri la penetrazione ottenibile scendeva a 120 mm; da 1 000 metri la Panzergranate riusciva a battere protezioni spesse fino a 97 mm. Erano inoltre disponibili la Panzergranate 39 con una velocità alla volata di 750 m/s, dalle capacità distruttive un poco inferiori – 106 mm dalla distanza di 100 metri, 96 mm da 500 metri – e una munizione a carica cava (Granate 38 Hohlladung/C) in grado di trapassare 90 mm d'acciaio omogeneo a qualsiasi distanza e inclinazione. Il pezzo era brandeggiabile su un arco molto limitato, appena 10° a destra e a sinistra, perciò per seguire bersagli in movimento e relativamente vicini l'intero veicolo avrebbe dovuto muoversi di conseguenza; l'alzo massimo era di +20°. Come armamento secondario era stata fornita una mitragliatrice MG 34 da 7,92 mm in postazione scudata esterna, piazzata sulla destra e per il cui utilizzo un membro dell'equipaggio doveva sporgersi: dall'estate 1944, per risolvere questa vulnerabilità, la MG 34 fu equipaggiata con un sistema a controllo remoto. Per la difesa personale, infine, erano caricate a bordo due pistole mitragliatrici MP 40 da 7,92 mm, impiegabili anche dall'interno del mezzo da feritoie e portelli. In totale il semovente trasportava 87 granate, 2 650 cartucce per la mitragliatrice e 384 per gli MP 40. Il veicolo aggiunse, durante il 1944, un gruppo di Nähverteidigungswaffe sull'angolo anteriore sinistro della casamatta, vale a dire un gruppo di tre lanciatori per fumogeni o altri ordigni.
Lo StuG IV mantenne la corazzatura ereditata dal Panzer IV, formata da parti sia rivettate che saldate. Sul lato frontale lo spessore era di 80 mm per il muso e di 30 mm per la copertura quasi orizzontale degli organi di trasmissione e manovra; i fianchi avevano protezioni da 30 mm e il retro di 20 mm. La casamatta replicava questa distribuzione, eccetto che per il retro, anch'esso da 30 mm. Cielo e fondo del mezzo erano rispettivamente corazzati con 20-10 mm e 10 mm. Inoltre un certo numero di esemplari ebbe placche di calcestruzzo da 152 mm davanti alla postazione del conducente, mentre altri presentavano lastre da 30 mm angolate nello stesso punto. In media le corazzature del semovente erano quasi verticali, con un'inclinazione di 10° o 14° rispetto a un asse verticale.
Nel vano posteriore dello scafo, in un proprio compartimento, era installato il motore: un Maybach HL 120 TRM a dodici cilindri a V, alimentato a benzina e raffreddato ad acqua, con una cilindrata di 11 900 cm³; sviluppava 265 hp a 2 600 giri al minuto ed era servito da grossi serbatoi per complessivi 450 litri di carburante. L'albero lo collegava alla trasmissione anteriore, cui era associata un cambio con sei marce avanti e una retromarcia. La potenza si ingranava attraverso frizioni alle ruote motrici dentate; il resto del treno di rotolamento era composto per lato da otto ruote portanti con battistrada gommato, quattro rulli superiori e una ruota a raggi posteriore. Le ruote portanti erano accoppiate mediante quattro carrelli, ciascuno dei quali dotato di una sospensione a balestra e di un ammortizzatore esterno per moderarne l'escursione verticale. Poiché l'apparato Maybach consumava 2,05 litri per ogni chilometro percorso su strada asfaltata e 3,46 litri se la marcia avveniva fuoristrada, l'autonomia arrivava rispettivamente a 220 chilometri e 130 chilometri. Il blindato poteva raggiungere una velocità massima di 38 km/h, ma solo in condizioni ottimali; su strada era più tipica una velocità di circa 20 km/h, che scendeva a 15 km/h su terreno vario. Con una luce libera di circa 30 cm, lo StuG IV era in grado di superare ostacoli verticali di 0,60 metri, di affrontare guadi fino a 1,20 metri, di superare trincee larghe al massimo 2,35 metri e di gestire pendenze fino a 30°.
L'equipaggio era formato da quattro uomini. Il conducente trovava posto nello scafo anteriore sinistro e usufruiva di due periscopi per osservare l'esterno; più indietro sedevano il cannoniere, il comandante e il caricatore, che rivestiva inoltre funzione di marconista. Lo StuG IV era infatti equipaggiato con una radio FuG 15 oppure FuG 16, tipicamente assegnate all'artiglieria d'assalto tedesca.

## Versioni
Nel 1944 lo StuG IV fu preso in esame per essere potenziato. La Krupp armò un singolo esemplare con un KwK 42 da 75 mm L/70, inserito rigidamente nella casamatta. Il prototipo fu testato a lungo, ma senza esito positivo.